# بقعة قصب التوت
بقعة قصب التوت، (الاسم العلمي: Elsinoë veneta)، أو ألسينوي فينيتا، هو أحد مسببات أمراض النبات الفطرية من فصيلة إلسينوية، وهو العامل المسبب لمرض أنثراكنوز التوت.